# Депресија (албум из 2007)
Депресија је дванаести студијски албум српске фолк певачице Анице Миленковић, издат 2007. године за ВИП продукцију. Ово је био најслабије прихваћен албум певачице. Након њега се певачица повукла, посветила породици и отишла у Америку.

## Списак песама
| №   | Назив                 | Текст                   | Музика                 | Трајање |  |
| 1.  | Не љуби ме            | Снежана Танасковић      | Дејан Филиповић Декси  | 3:02    |  |
| 2.  | Депресија             | Снежана Танасковић      | Декси                  | 3:13    |  |
| 3.  | Моја срећа не траје   | Снежана Танасковић      | Декси                  | 2:53    |  |
| 4.  | Чоколада              | Весна Петковић          | Срећко Максимовић Цеци | 2:59    |  |
| 5.  | Казна                 | Саша Грујић             | Данијел Ђурић          | 3:10    |  |
| 6.  | Немам ништа против ње | Срђан Миливојевић Сикац | Сикац                  | 3:45    |  |
| 7.  | Волим те ја           | Благица Ивановић        | Драган Шаиновић Шаја   | 3:25    |  |
| 8.  | Лед                   | Сикац                   | Сикац                  | 3:24    |  |
| 9.  | Где си                | Марко Кон               | Александар Кобац       | 3:15    |  |
| 10. | Робиња                | Сикац                   | Сикац                  | 3:54    |  |
| 11. | Још те волим          | Сикац                   | Сикац                  | 3:36    |  |